# Literatura filatélica

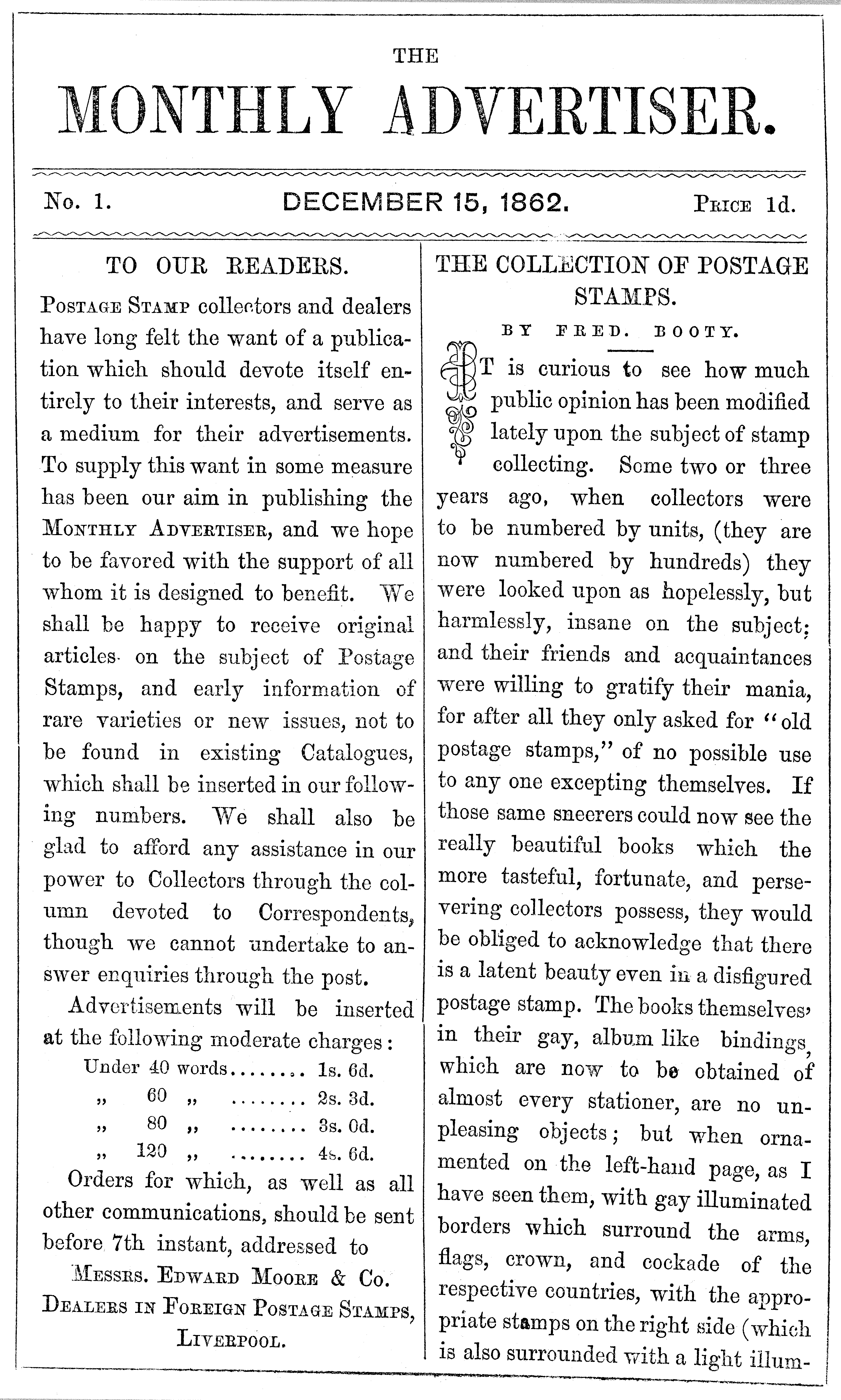
Capa da primeira edição dos Stamp Collectors' Review and Monthly Advertiser primeira revista filatélica do mundo dedicada à

A literatura filatélica compreende todas as obras impressas e eletrônicas, relativas a selos postais, história postal, assim como qualquer outra tipologia documental filatélica e seu coleccionismo.
Raymundo Galvão de Queiroz:
Em termos práticos, pode-se dizer que a literatura filatélica abrange manuais, monografias, artigos de pesquisa, bibliografias, catálogos de exposições, catálogos especializados, catálogos gerais, periódicos filatélicos, artigos gerais, livros etc. O suporte poderá ser impresso ou não (CDs, DVDs, vídeos, páginas web, etc). As obras devem ser relativas a qualquer das classes filatélicas aceitas pela comunidade internacional.
A literatura filatélica é uma classe filatélica reconhecida pela FIP (Federação Internacional de Filatelia), em cujo artigo 2 do SREV (Special Regulations for the Evaluation of Thematic Exhibits) se estabelece que: a Literatura Filatélica compreende todas as comunicações impressas ao dispor dos coleccionadores relativas a selos postais, história postal e seu coleccionismo.

## Classificação
A literatura filatélica costuma subdividir-se em secções, a saber:
- Manuais e estudos especializados
- Catálogos gerais
- Periódicos filatélicos
- Artigos

### Manuais e estudos especializados
Esta secção basicamente compreende:
- Manuais
- Monografias
- Artigos de pesquisa especializada
- Bibliografias e trabalhos especiais similares
- Catálogos de exposições
- Catálogos especializados que, para além das emissões de um ou mais países, refiram as variedades, obliterações ou outros aspectos especializados.
- Transcrições de palestras filatélicas apresentadas em publico (incluindo textos de peças radiofónicas, televisivas, filmes e diapositivos).
- Trabalhos especiais similares.

### Catálogos gerais
Compreende os catálogos mundiais, regionais e locais que, pela sua natureza, não devam ser classificados como catálogos especializados.

### Periódicos filatélicos
Incluem-se nesta secção as revistas e jornais filatélicos, órgãos de associações, órgãos de casas comerciais, anuários e publicações análogas.

### Artigos
São considerados os artigos de natureza geral, inseridos em publicações filatélicas ou não filatélicas.

## O aparecimento da literatura filatélica em Portugal

### Génese da literatura filatélica
Com o início do coleccionismo filatélico no século XIX surgem as primeiras
publicações periódicas, sendo a mais antiga O Philatelista, de 1888.
Nessas publicações surgem os primeiros artigos de estudos sobre emissões, em 1892.
O primeiro livro filatélico português terá sido o Guia do Philatelista, dado à estampa em 1895, pelo portuense Alfredo de Faria.
Os catálogos de selos, que inventariassem emissões, variedades e erros, surgiram em fins do século XIX. O primeiro catálogo foi editado em 1894 por Faustino António Martins, seguindo-se-lhe em 1895 o catálogo de Taborda Ramos, que descreve os selos de Portugal emitidos até então, com as diferentes variedades de denteado, papéis, etc.
Com a realização de exposições filatélicas, passaram a ser editados os chamados catálogos de exposições. Os primeiros catálogos foram os da 1ª Exposição Filatélica Portuguesa (Lisboa-1935), da 2ª Exposição Filatélica Portuguesa (Lisboa-1940), da EXFIPO (Lisboa-1944) e da 1ª Bepex (Porto-1944).
Remontam a 1939 os primeiros catálogos de leilões: Leilões de Selos, organizado por Augusto Molder e direcção de Henrique Mantero, e Leilões de Selos para Colecções, com direcção de Luís de Sá Nogueira.

### Problemática suscitada pela literatura filatélica
A literatura filatélica suscita uma problemática diversificada, que se pode agrupar em dois tipos principais:
- A génese do próprio acto de criação literária e respectivas consequências. Daí o importante papel desempenhado por Associações como a ANJEF Associação Nacional de Jornalistas e Escritores Filatélicos.
- A participação da literatura na competição. A literatura filatélica, ao participar em exposições competitivas, está submetida como classe filatélica à regulamentação da Federação Internacional de Filatelia (SREV, normas e directrizes) e como tal deve ser avaliada por um Júri, de acordo com determinados critérios e exigências.

## Autores na área
- Raymundo Galvão de Queiroz, no (Brasil)
- Hugo Fraccaroli
- Paulo de Oliveira Sá Machado
- José Joaquim Marinho, autor de Amazônia nossos selos, em 1979
- João Paulo Mesquita Simões, em Portugal

Paulo Sá Machado